# Прокурор проти Ратті
Прокурор проти Ратті (Справа 148/78) – справа Європейських Спільнотах (ЄС), що стосується колізійного права між національною правовою системою та правом Європейської Унії (ЄУ).

## Зміст
Пан Тулліо Ратті стверджував, що йому не доводиться дотримуватись суворішого італійського закону, який вимагав від нього маркування своїх розчинників, на тій підставі, що він суперечить двом Директивам. Пан Ратті продавав розчинники та лаки, деякі з яких були імпортовані з Німеччини та відповідали двом директивам. Директива 73/173 (прийнята 4 червня 1973 р., введена в дію 8 грудня 1974 р.) і Директива 77/728 (прийнята 7 листопада 1977 р., введена в дію 9 листопада 1979 р.) вимагали, щоб розчинники та лаки були спеціально упаковані та марковані. Пан Ратті дотримувався Директив, але італійський закон 1963 року в деяких аспектах був суворішим. Пан Ратті був притягнутий до відповідальності за недотримання італійського законодавства. Директива 73/173 вже мала бути імплементована, але Директива 77/728 ще не була обов’язковою: Італія взагалі не змінила закон. Пан Ратті стверджував, що дотримання Директив, а не італійського законодавства, достатньо. Суд у Мілані звернувся до Суду ЄС, чи повинен пан Ратті виконувати вимоги.

## Судове рішення

### Висновок Генерального адвоката
Генеральний адвокат Рейшль висловив висновок, виступаючи проти можливості горизонтальної прямої дії.

### Суд Справедливости
Суд Справедливости постановив, що пан Ратті не був зв’язаний італійським законодавством, яке мало бути змінено Директивою 73/173, але він все ще був зв’язаний італійським законодавством, яке пізніше доведеться змінити відповідно до Директиви 77/728, оскільки кінцевий термін його імплементації ще не минув.
|  | 22. Отже, держава-член, яка не прийняла імплементаційних заходів, що вимагаються Директивою, у встановлені періоди, не може посилатися проти окремих осіб на власну невиконання зобов’язань, які передбачає Директива. |